# Стрельба из лука на летних Олимпийских играх 1908 — континентальный стиль
Соревнования по стрельбе из лука континентальным стилем среди мужчин на летних Олимпийских играх 1908 прошли 20 июля. Приняли участие 17 спортсменов из 3 стран.
Лучники должны были выпустить 40 стрел по мишени, расположенной на расстоянии 50 метров.
Во время показательного выступления Роберт Бэкхаус из Великобритании набрал 260 очков. Он получил диплом, подтверждающий, что он получил бы серебряную олимпийскую медаль, если бы участвовал в соревновании.

## Призёры
| Золото             | Серебро           | Бронза                |
| Эжен Гризо Франция | Луи Верне Франция | Густав Кабаре Франция |

## Результаты
| Место | Спортсмен                | Очки |
| ----- | ------------------------ | ---- |
| 1     | Эжен Гризо (FRA)         | 263  |
| 2     | Луи Верне (FRA)          | 256  |
| 3     | Густав Кабаре (FRA)      | 255  |
| 4     | Шарль Обра (FRA)         | 231  |
| 5     | Шарль Кервель (FRA)      | 223  |
| 6     | Альбер Душе (FRA)        | 222  |
| 7     | Луи Салин (FRA)          | 215  |
| 8     | Анри Бертон (FRA)        | 212  |
| 9     | Эжен Рише (FRA)          | 210  |
| 10    | Эдуар Бодуан (FRA)       | 206  |
| 11    | Шарль Валлье (FRA)       | 193  |
| 12    | Джон Кейуорт (GBR)       | 190  |
| 13    | Эмиль Фиссо (FRA)        | 185  |
| 14    | Жан Луи де ла Круа (FRA) | 177  |
| 15    | Генри Ричардсон (USA)    | 171  |
| 16    | Альфред Пупар (FRA)      | 155  |
| 17    | Оскар Жай (FRA)          | 134  |